# Logan Stanley
Logan Stanley (* 26. Mai 1998 in Kitchener, Ontario) ist ein kanadischer Eishockeyspieler. Der Verteidiger steht seit Dezember 2016 bei den Winnipeg Jets in der National Hockey League unter Vertrag.

## Karriere
Logan Stanley stammt aus Waterloo in der Provinz Ontario und spielte in seiner Jugend bei den Waterloo Wolves und den Waterloo Siskins. Bei der OHL Priority Draft 2014 wurde Stanley als zwölfter Spieler von den Windsor Spitfires gezogen und kam am 9. Mai 2014 zu seinem ersten Einsatz in der Ontario Hockey League (OHL). Im Jahr 2016 wurde Stanley beim NHL Entry Draft in der ersten Runde als 18. Spieler von den Winnipeg Jets ausgewählt. Am 7. Dezember 2016 unterschrieb er bei den Jets einen für drei Jahre gültigen Einstiegsvertrag.
Im Januar 2016 zog sich Stanley eine Knieverletzung zu und fiel drei Monate aus. Am 28. Mai 2017 gewann er mit den Windsor Spitfires den Memorial Cup durch einen 4:3-Sieg im Finale gegen die Erie Otters. Darüber hinaus wurde er von seinem Verein mit dem Scott Miller Extra Mile Award ausgezeichnet. Im Vorfeld der NHL-Saison 2017/18 nahm der Abwehrspieler an einem Trainingslager der Winnipeg Jets teil, wurde aber zunächst in die OHL zurückgewiesen und am 8. August 2017 zu den Kitchener Rangers transferiert, wo er während der Spielzeit 2017/18 in 61 Spielen 27 Scorerpunkte erzielte.
Mit Beginn der Spielzeit 2018/19 kam Stanley für die Manitoba Moose, das Farmteam der Winnipeg Jets, in der American Hockey League (AHL) zum Einsatz. Nach zwei Jahren dort erspielte er sich schließlich im Rahmen der Vorbereitung auf die Saison 2020/21 einen Platz im Aufgebot der Winnipeg Jets, sodass er im Januar 2021 sein Debüt in der National Hockey League (NHL) gab. Dort etablierte er sich in der Folge.

### International
Auf internationaler Ebene nahm Logan Stanley mit dem Team Canada Red an der World U-17 Hockey Challenge 2014 im November teil, wo er mit der Mannschaft den sechsten Platz belegte. Bei der Weltmeisterschaft der U18-Junioren 2016 wurde der Kanadier mit der U18-Nationalmannschaft Vierter. 2018 wurde er in ein Trainingslager für die Weltmeisterschaft der U20-Junioren aufgenommen, schlussendlich jedoch nicht in den Kader berufen.

## Erfolge und Auszeichnungen
- 2016 Teilnahme am CHL Top Prospects Game
- 2017 Memorial-Cup-Gewinn mit den Windsor Spitfires

## Karrierestatistik
Stand: Ende der Saison 2024/25

### International
Vertrat Kanada bei:
- World U-17 Hockey Challenge 2014 (November)
- U18-Weltmeisterschaft 2016

(Legende zur Spielerstatistik: Sp oder GP = absolvierte Spiele; T oder G = erzielte Tore; V oder A = erzielte Assists; Pkt oder Pts = erzielte Scorerpunkte; SM oder PIM = erhaltene Strafminuten; +/− = Plus/Minus-Bilanz; PP = erzielte Überzahltore; SH = erzielte Unterzahltore; GW = erzielte Siegtore; 1 Play-downs/Relegation; Kursiv: Statistik nicht vollständig)